# Multifunktionale Betondecke
Multifunktionale Betondecken sind eine weiterführende Variante der Hochbaudecken aus Beton, die in Anlehnung an die Konstruktionslehre mit der Funktionsintegration das Ziel verfolgen, mit möglichst wenigen Bauteilen möglichst viele technische Funktionen abzudecken. Bei dem zu beschreibenden Betonprodukt besteht die multifunktionale Nutzung darin, den Werkstoff Beton nicht nur als tragendes Element zu verwenden, sondern auch seine Eigenschaften als aktiver und passiver Energiespeicher zu nutzen. Die funktionale Integration besteht dann darin, die gesamten Leitungen der Haustechnik innerhalb des Deckenquerschnitts einzubauen.

## Hochbaudecken und deren statische Funktion

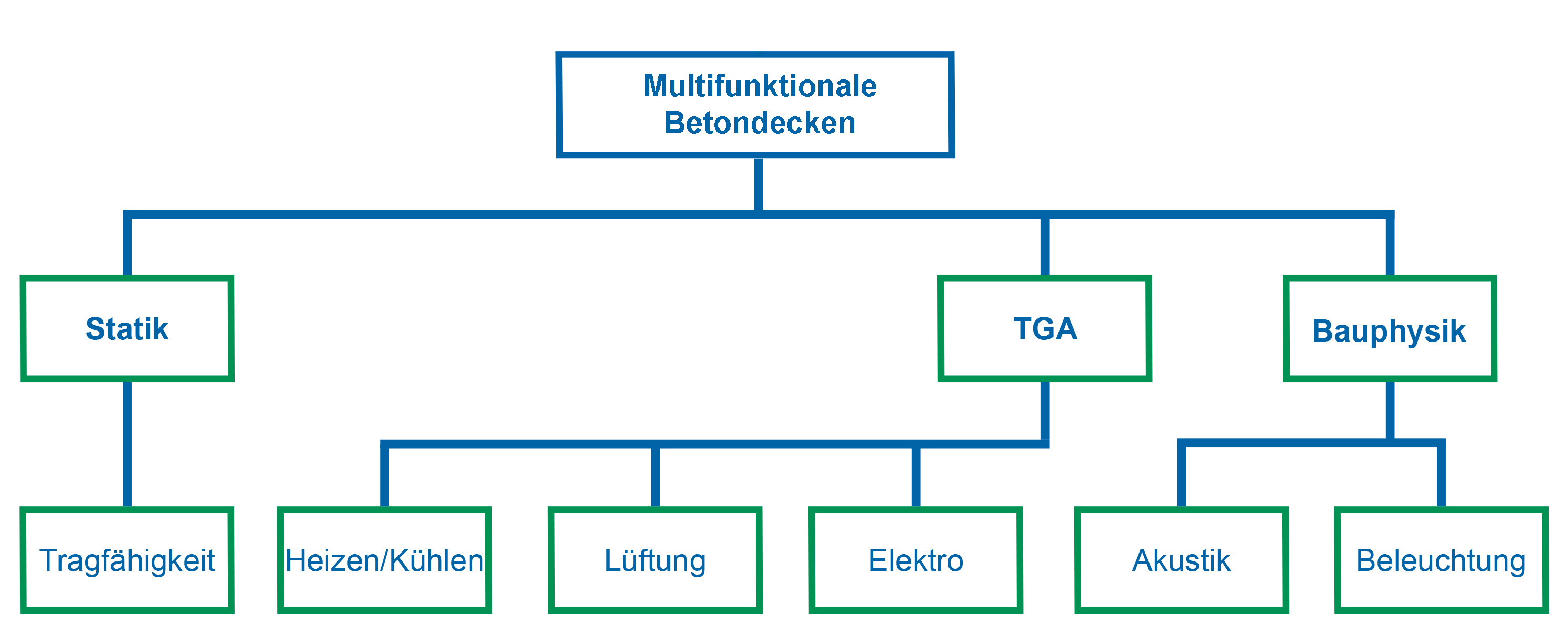
Eigenschaften einer multifunktionalen Deckenkonstruktion

Hochbaudecken werden als tragendes Element in Form von Unterzugsdecken oder Flachdecken erstellt und spannen dann frei von Auflager zu Auflager. Stützen und Wände wirken als stützende Lager. Die Trennung von tragender Konstruktion und der Ergänzung mit den Komponenten der Haustechnik unterhalb und oberhalb des tragenden Querschnitts führt zu einer sequentiellen Vorgehensweise sowohl in der Planung als auch in der Ausführung.
Die tragenden Elemente der Deckenkonstruktion werden festgelegt, geplant und ausgeführt. Anschließend werden die Elemente der Haustechnik montiert. Deren Anordnung erfolgt weitgehend unterhalb bzw. auch oberhalb der tragenden Deckenkonstruktion. Um die abgehängten Leitungen der Haustechnik zu kaschieren, werden abgehängte dünne Unterdecken unterhalb der tragenden Deckenkonstruktion angeordnet. Auch in dem aufgeständerten Hohlraum- bzw. Doppelboden werden zusätzlich Leitungen positioniert.
Dadurch entsteht ein Deckenaufbau, der größer als die tragende Rohdecke ist. Die damit verbundenen größeren Geschosshöhen führen bei gleichen Raumhöhen zu einem Gebäudevolumen, welches nur bedingt genutzt werden kann. Dieses zusätzliche Volumen muss zusätzlich bewirtschaftet werden.

## Neue Anforderungen infolge der Energieeinsparung

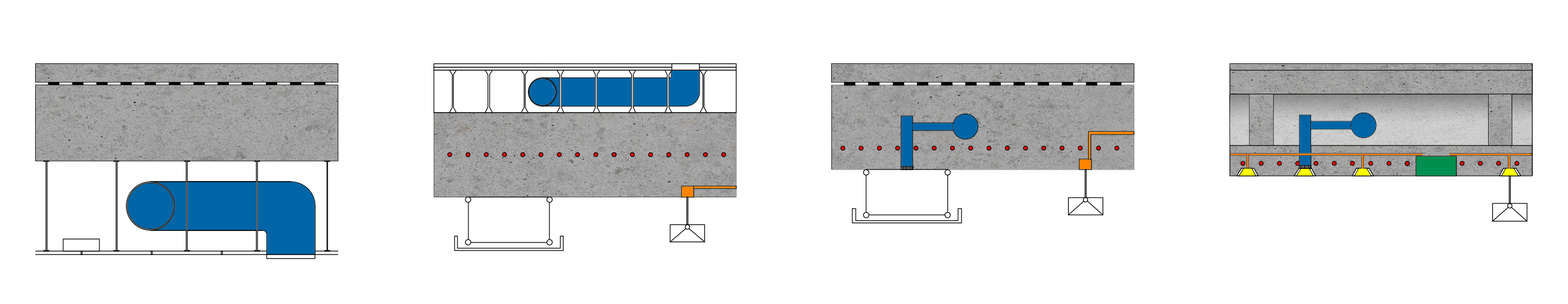
Vergleich der verschiedenen Entwicklung von Hochbaudecken: vom Deckenaufbau mit abgehängten Unterdecken zum Sandwichquerschnitt mit integrierten Haustechnikelementen

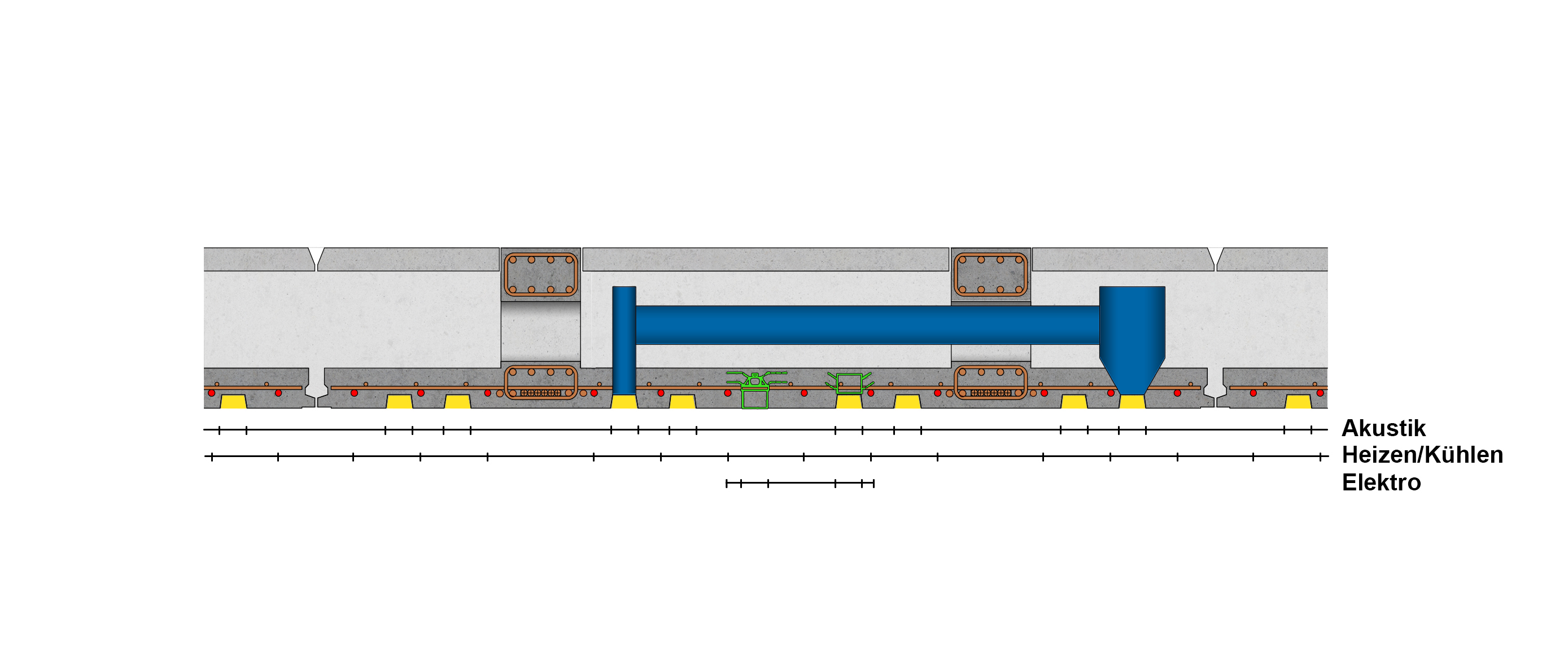
Lüftungsleitungen im Deckenhohlraum und deren Anschluss an die eingebauten Akustikabsorber

Bereits mit der Integration der Bauteilaktivierung innerhalb des Betonvollquerschnitts wurden die ersten Einsätze für die multifunktionale Nutzung angedacht. Die ergänzende Nutzung des Betonquerschnitts als passiver und aktiver Energiespeicher ermöglicht Energieeinsparungen während der Betriebszeit des Gebäudes. Die großen freien Flächen von Decke und Wand erlauben eine Energieverteilung auf Niedrigtemperaturniveau. Zudem wird durch die angepasste Oberflächentemperatur eine hohe thermische Behaglichkeit erzeugt. Die Energieübertragung über Strahlung anstelle von Konvektion erzeugt ein angenehmes Wohlfühlklima mit geringsten Luftgeschwindigkeiten ohne größere Staubaufwirbelung. Angenehm temperierte Oberflächen der Räume erlauben eine Reduktion der Raumlufttemperatur und führen zu einer weiteren Reduktion des Energieverbrauchs.
Der zwangsweise Wegfall der abgehängten Decke bei der Bauteilaktivierung fordert neue Lösungen für die Anordnung der sonstigen Haustechnik-Leitungen. Da bleibt nur noch der tragende Querschnitt selbst übrig. Bei den Vollquerschnitten der Flachdecken ist jedoch zu beachten, dass die eingelegten Rohrleitungen den Querkraftwiderstand erheblich reduzieren. Deshalb sind die Leitungen innerhalb des Vollquerschnitts präzise zu planen und dementsprechend in der Ausführung anzuordnen, was jedoch sowohl aus planerischer und ausführungstechnischer Hinsicht nicht vollumfänglich gelingt. Schlussendlich gilt es, Primärenergie einzusparen, was nur durch neue Konstruktionen und die damit verbundenen Herstellprozesse möglich ist. Diese Einsparung setzt an bei leichteren materialschonenden Querschnitten und den zugehörigen Vorgängen bei deren Zusammensetzung.

## Neue Deckenkonstruktion mit Sandwichquerschnitt

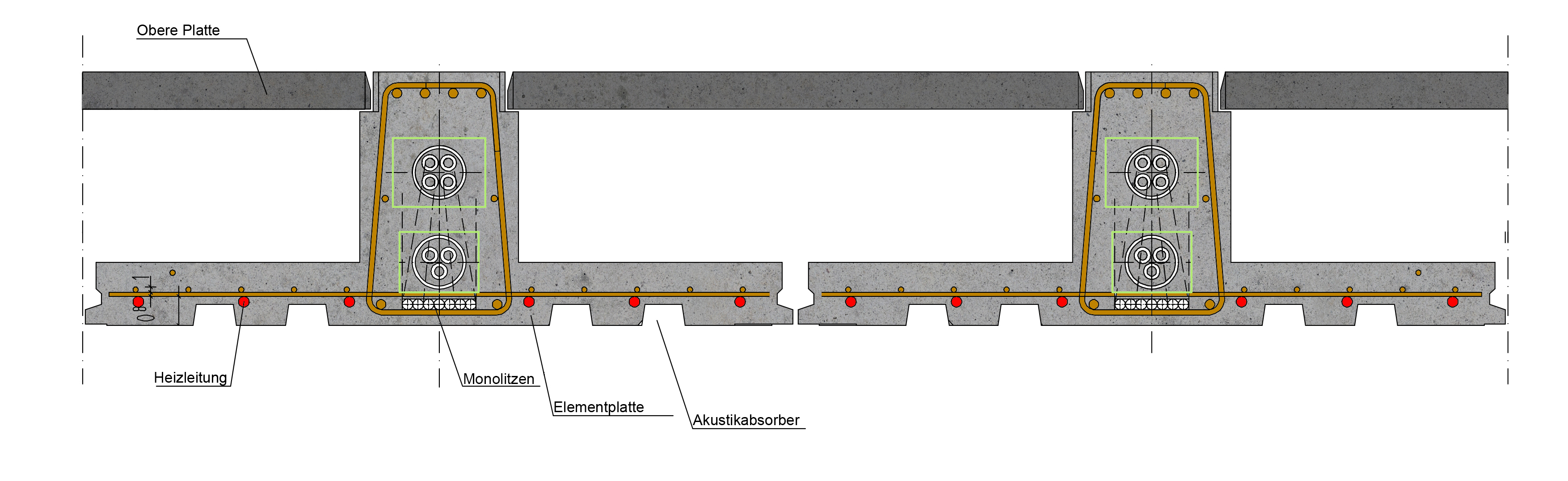
Sandwichquerschnitt mit den drei Schichten und den verbindenden Rippen. Einbauteile in den Schichten sind dargestellt

Die aktuellen Forderungen, bei den Bauprodukten und bei den Prozessen Energie einzusparen, führt zu der folgerichtigen Entwicklung des Sandwichquerschnitts für Hochbaudecken. Der Sandwichquerschnitt in Beton ist von seiner Wirkung her den Leichtbaukonstruktionen vergleichbar. Zwei dünne Schalen liefern nahezu den gleichen Biegewiderstand wie ein Vollquerschnitt. Der Schubwiderstand wird durch die wenigen diskreten Rippen erstellt. Diese sind so oder so notwendig, um die beiden Schalen kraftschlüssig miteinander zu verbinden. Durch die materialgerechte Reduktion des Querschnitts auf die beiden dünnen Schalen und auf wenige Rippen wird Material und folglich auch Gewicht eingespart. Die Materialeinsparungen betragen je nach Spannweite und Deckenstärke bis zu 55 %. Damit werden bereits bei der Herstellung Energie und Ressourcen eingespart und folglich weniger Primärenergie aufgewendet. Die Reduktion des Gewichts und die nahezu gleich große Steifigkeit macht es leicht möglich, mit dem schlanken Deckenquerschnitt auch große Spannweiten stützenfrei zu überbrücken. In Verbindung mit einer vorgespannten Bewehrung, die zudem auch wegen des geringeren Eigengewichts geringer ausfällt, werden große Spannweiten mit geringen Durchbiegungen hergestellt. Große stützenfreie Räume erlauben eine sehr flexible Nutzung, indem die inneren Räumlichkeiten beliebig durch leichte Trennwände angepasst und verändert werden können. Diese hohe Flexibilität sichert dem Gebäude eine hohe Nachhaltigkeit.

## Integrale Funktionsausnutzung durch Integration der Komponenten der Haustechnik innerhalb des Deckenquerschnitts

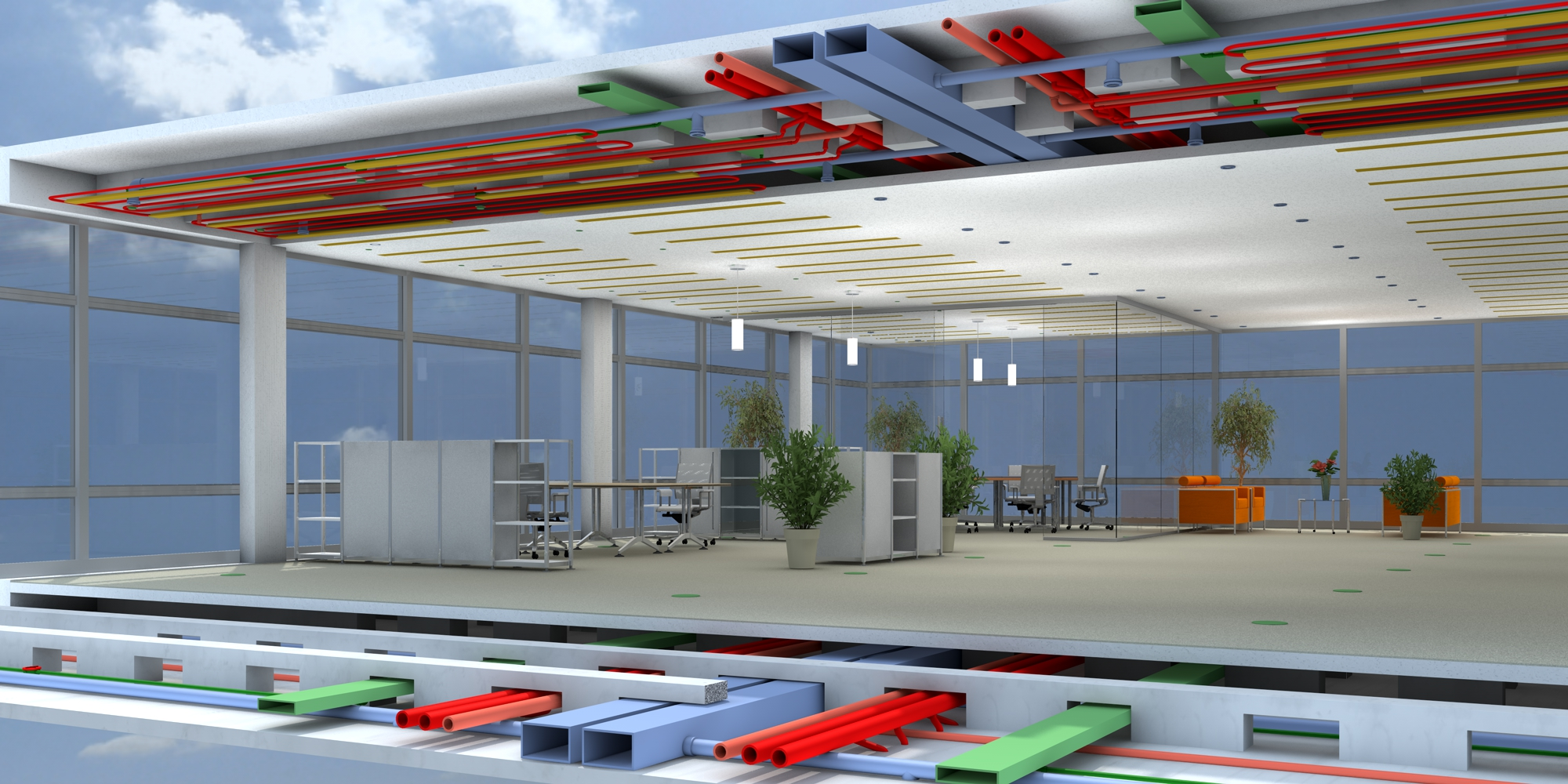
Schematische Darstellung einer Hochbaudecke mit Sandwichquerschnitt und den integrierten Komponenten der Haustechnik

Mit dem Sandwichquerschnitt stehen für die Anordnung der Leitungen drei individuelle Ebenen zur Verfügung. Jede der drei Ebenen ist für eine gezielte Anordnung von ausgewählten Leitungen vorgesehen. Aus Erfahrung werden die einzelnen Schichten des Sandwichquerschnitts mit den nachfolgend beschriebenen Rohrleitungen belegt. Die untere Schale wird mit den werkseitig eingebauten wassergeführten Rohrleitungen thermisch aktiviert. Gegenüber der klassischen Bauteilaktivierung führen die geringe Betonmasse einerseits und die oberflächennahe Anordnung der Rohre anderseits zu einer deutlich höheren thermischen Leistung und zu einer sehr schnellen Reaktionszeit. Diese Leistungsverbesserung ermöglicht die alleinige Raumklimatisierung über die Deckenfläche ohne jegliche Zusatzgeräte wie Heizkörper oder Deckensegel. Die schnelle Reaktion in Verbindung mit der hohen Leistung erlaubt zudem eine Einzelraumregelung. Die Voraussetzungen für das parallele Betreiben von Heizung und Kühlung sind mit diesen Eigenschaften gegeben. Die Absorber zur Verbesserung der Raumakustik werden ebenfalls in der unteren Schale deckenbündig integriert. Die schallharte Betonoberfläche wird durch die speziellen Streifenabsorber entschärft. Leerrohre für Elektroleitungen für den Anschluss von Gerätschaften unter der Decke finden ebenfalls Platz in der unteren Schale. Entsprechend ist die Abmessung der unteren Schale anzupassen. Die mittlere Ebene, der Deckenhohlraum steht für die Integration der Lüftungsleitungen, der Elektrotrassen, der Zuleitungen für die zonenweise angeordneten Heizverteiler, für die Heizverteilerkästen selbst und für die Sprinklerleitungen zur freien Verfügung. Die Rippen müssen dann allerdings in der Größe den Rohrleitungen angepasste Öffnungen in regelmäßigem Abstand für die Durchführung der Leitungen aufweisen.

Die obere Ebene kann für weitere Leitungen wie Elektroleerohre oder auch für wassergeführte Rohrregister für eine mögliche Fußbodenheizung genutzt werden. I. d. R. enthält die obere Ebene Aussparungen für die Revision des Deckenhohlraums. 

## Vorgefertigte Deckenplatten
Platten mit Sandwichquerschnitt lassen sich idealerweise mit vorgefertigten Elementen herstellen. Die untere Schale und die zugehörigen Rippen stellen eine Einheit dar. Diese Konstruktion wird im Fertigteilwerk als eine gesamte Einheit produziert. Die vorgesehenen Bauteile der Haustechnik für untere die Schale und die Rippen werden bereits im Werk montiert. Sobald diese Einheit auf der Baustelle verlegt ist, können die Leitungen über die Plattenfugen hinweg zu einem durchgehenden Strang verbunden werden. Der gesamte Deckenhohlraum steht für die geordnete Leitungsführung zur Verfügung.
Die Rippen müssen allerdings auch die Öffnungen für die Leitungsquerung aufweisen. Bei den schlanken Abmessungen der Decke und ihrer Einzelteile bleibt wenig Material zur Aufnahme der inneren Einwirkungen. Die Beanspruchungen um die Aussparungen herum können nur mit einer speziellen Form der Bewehrung aufgenommen werden. Je nach Größe der erforderlichen Aussparung reicht speziell geformter Bewehrungsstahl aus, oder ein Stahlblech als Verbundkonstruktion erzeugt den geforderten Widerstand. Dank der Herstellung im Werk, kann eine präzise Fertigung und Ausführung der Bewehrung bzw. der Verbundelemente gewährleistet werden. Eine parabel- bzw. trapezförmige Kabelgeometrie mit einer nachträglichen aufzubringenden Vorspannung (Vorspannung mit oder ohne Verbund) trägt darüber hinaus zum Querkraftwiderstand bei. Damit entlastet die Wirkung aus Vorspannung zusätzliche die Beanspruchungen um die Öffnungen. Sobald alle Leitungen verbunden, verlängert bzw. ergänzt wurden, kann die obere Schale eingebaut werden. Als eigenständige selbsttragende Platteneinheit wird diese auf oder zwischen die Rippen verlegt. Die Anschlussdetails erlauben eine schubfeste Verbindung der oberen Platte mit der unteren Einheit, so dass der derart geformte Sandwichquerschnitt als eine Einheit tragfähig wird. Die derart erzeugte Einheit des Querschnitts bestimmt die Tragfähigkeit und die Gebrauchsfähigkeit der gesamten Platteneinheit.

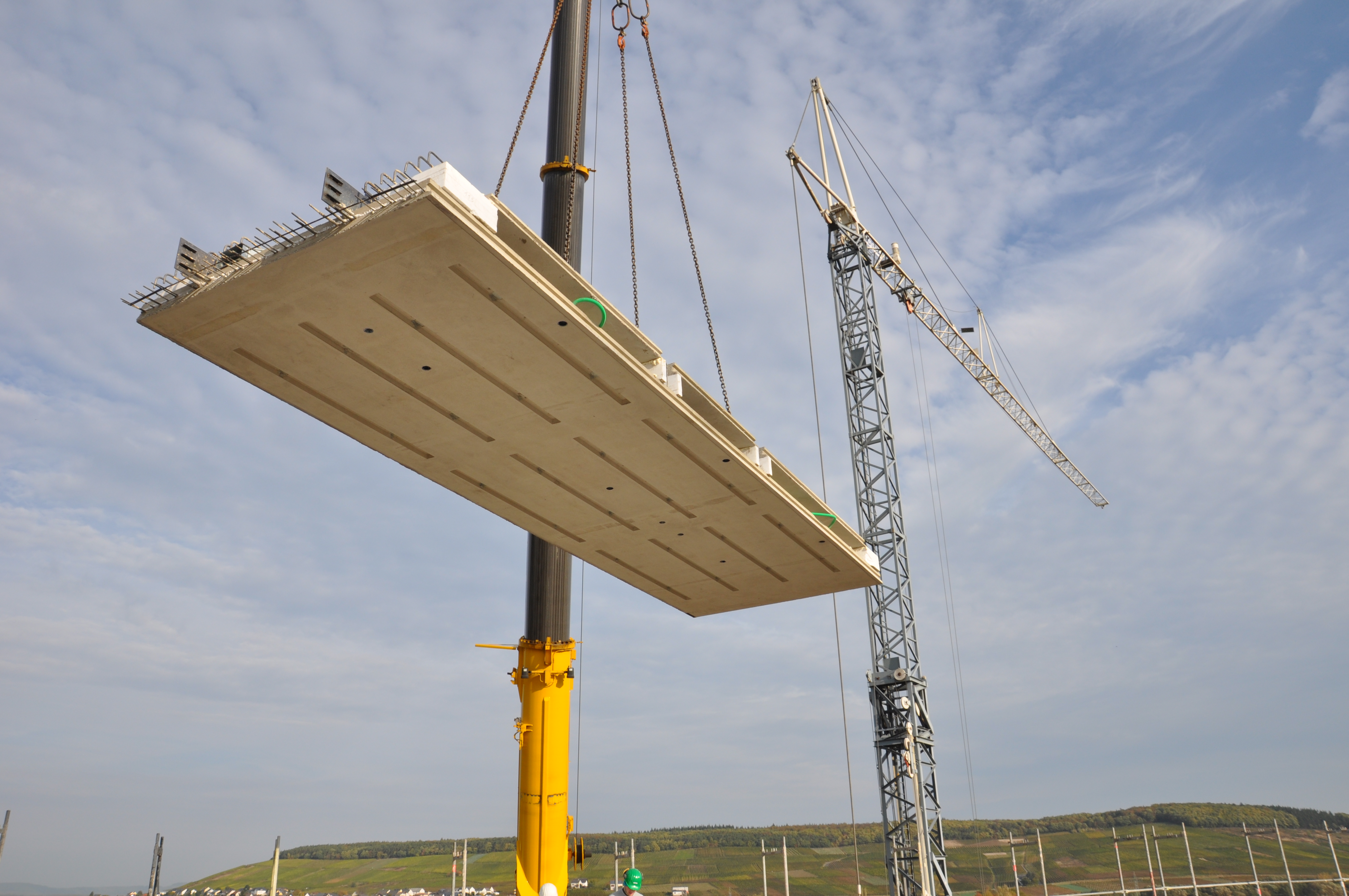
Vorgefertigte Deckenplatten mit Sandwichquerschnitt, integrierten Leitungen und den Aussparungen für die Akustikabsorber
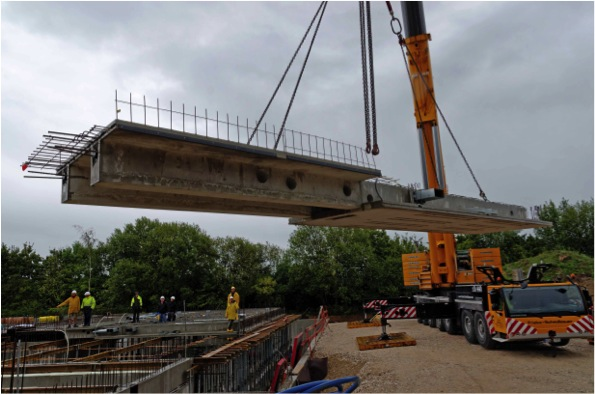
Weitgespannte vorgefertigte Deckenplatten mit unterschiedlicher Ausbildung der beiden Schalen
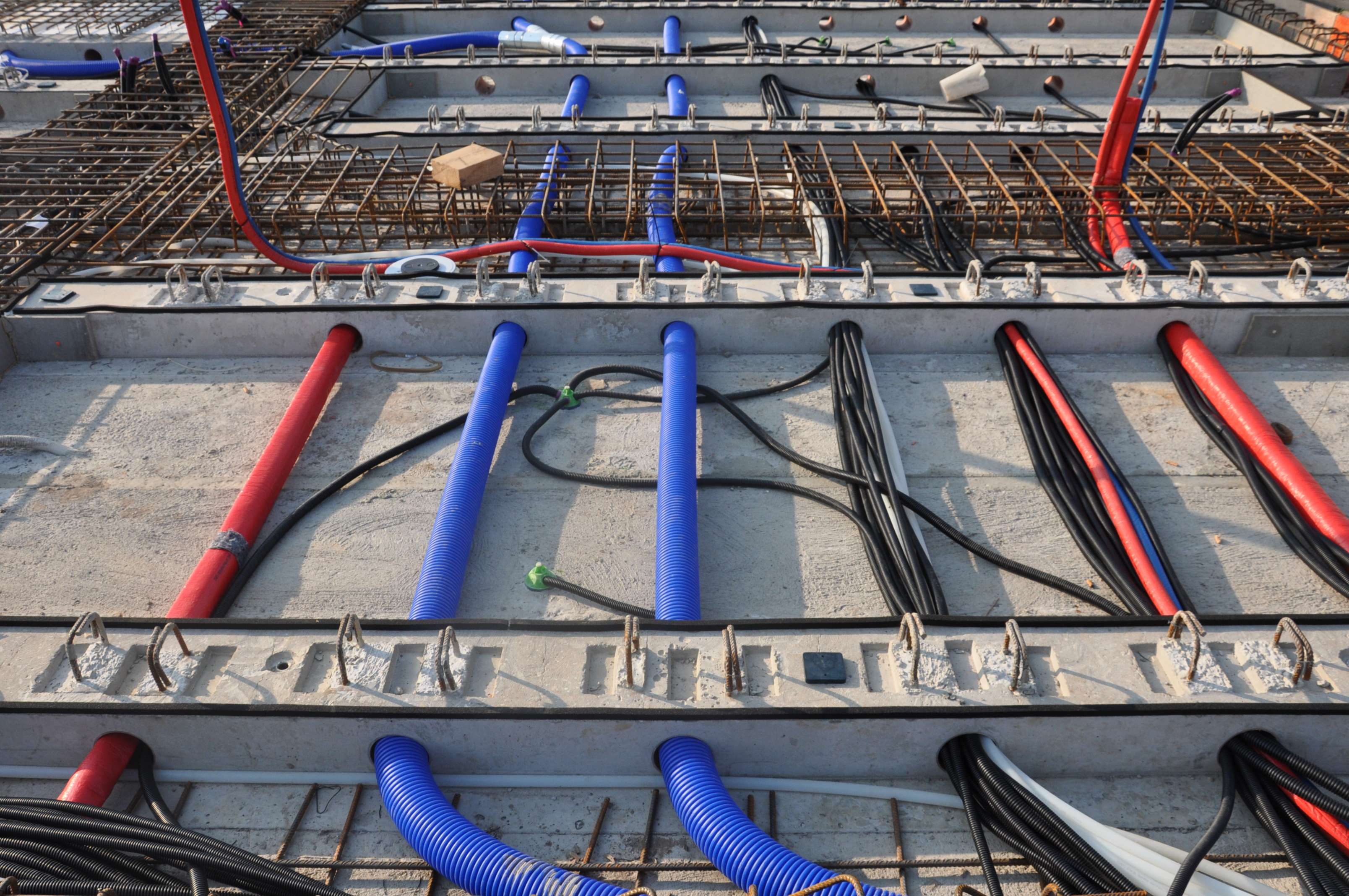
Einbau der Leitungen jeglicher Art innerhalb des Deckenhohlraums und deren Durchführung durch die Aussparungen in den Rippen
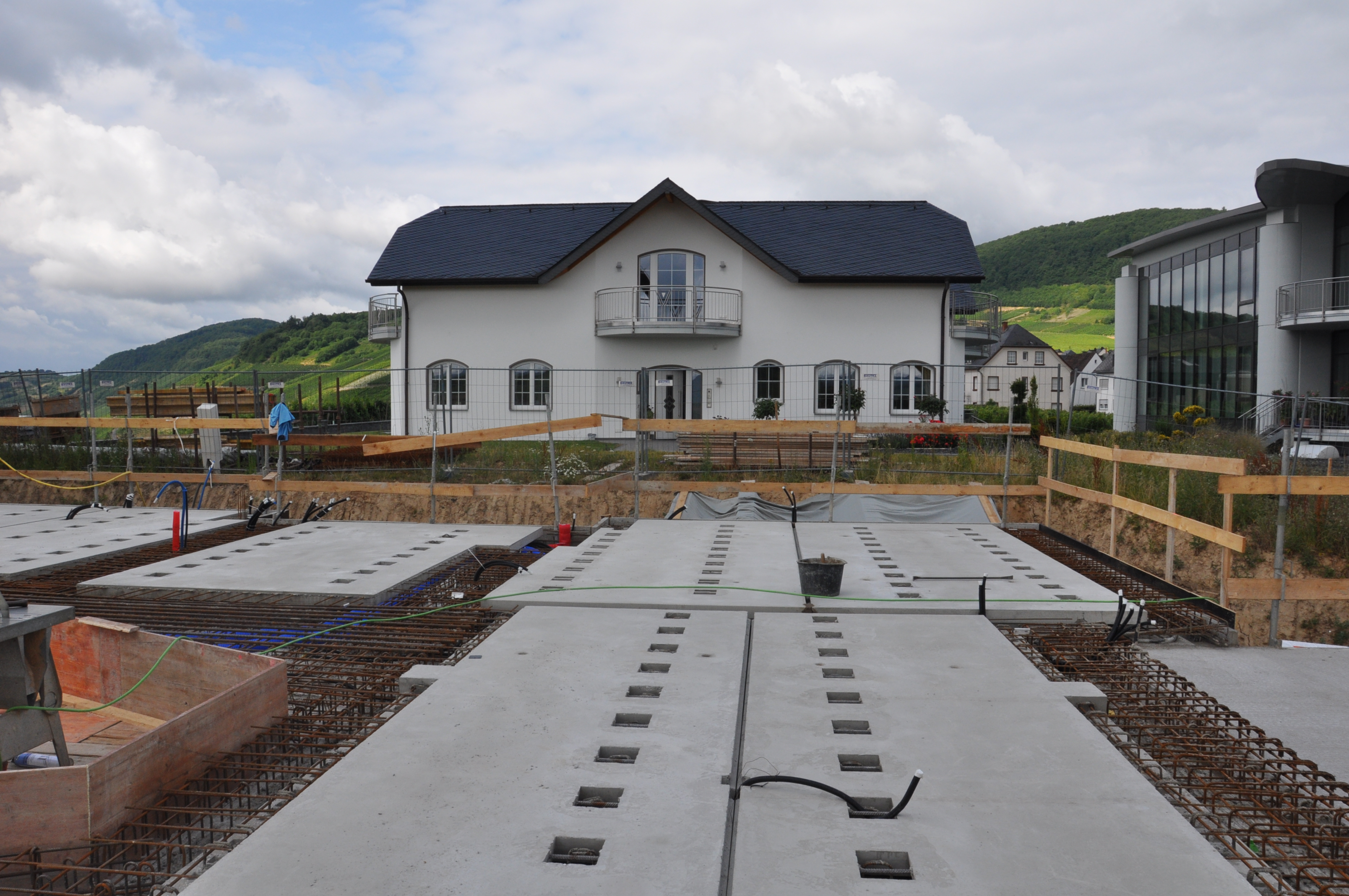
Getrennte Montage von unterer und oberer Schale und deren Verbindung zum Gesamtquerschnitt
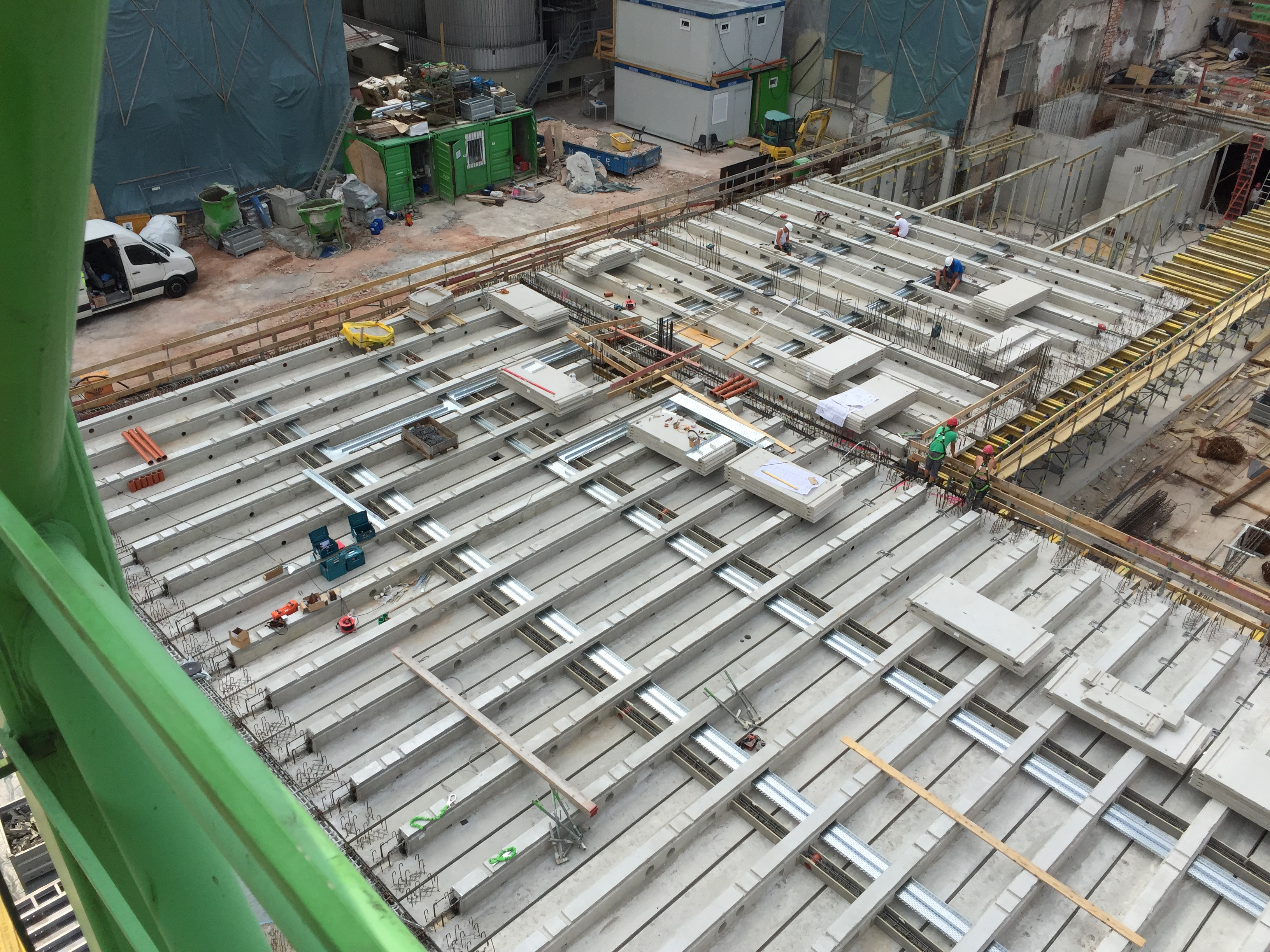
Weitgespannte Deckenplatten mit teilweise montierten Haustechnikleitungen
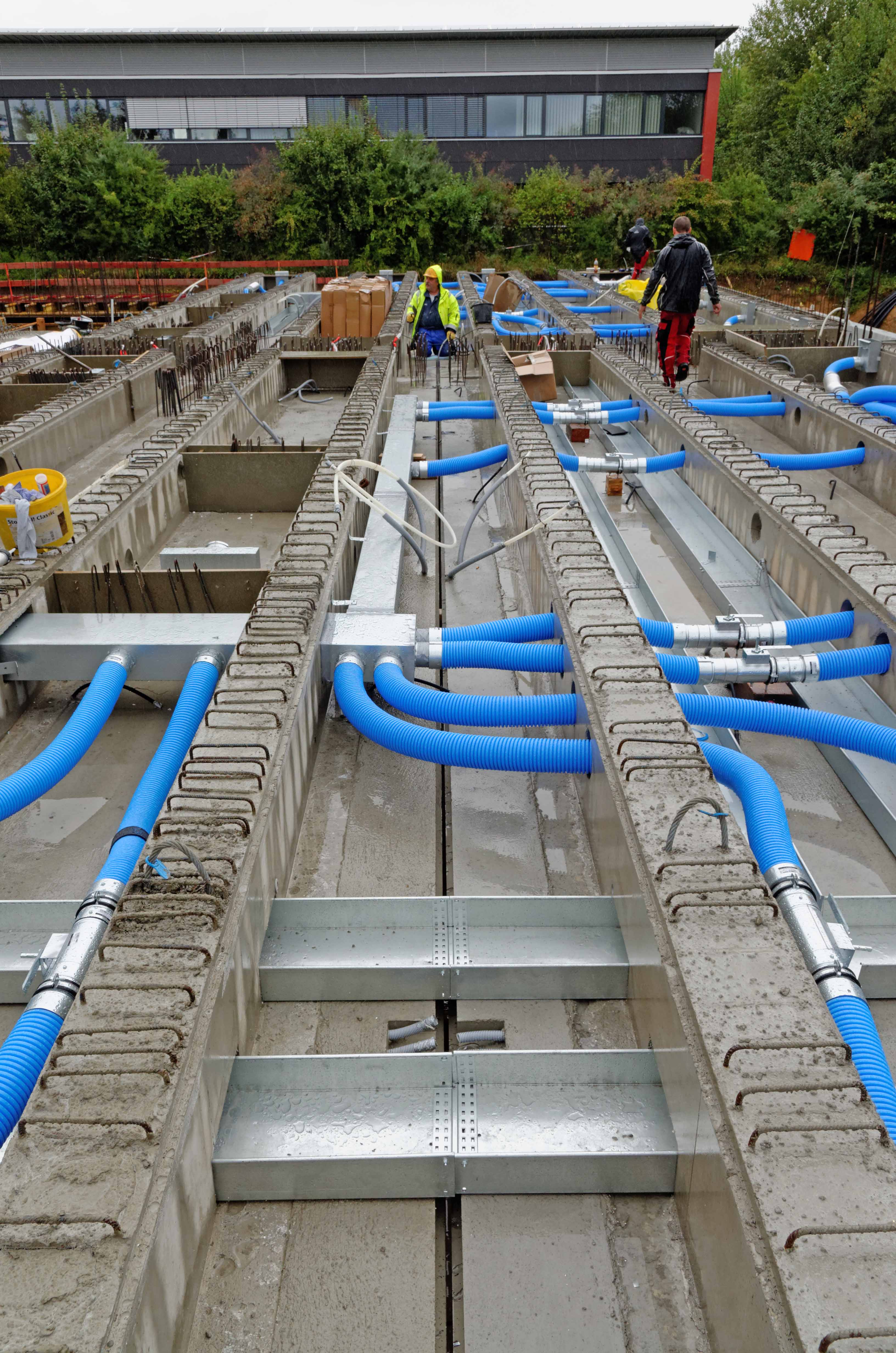
Integrierte Leitungen innerhalb des Deckenhohlraums, der mittleren Schicht des Sandwichquerschnitt